# Campus Risbergska
Campus Risbergska – tidigare Risbergska gymnasiet, även Risbergska skolan – är centrum för kommunal vuxenutbildning i Örebro, invigd som sådan 2017.
Skolan grundades som elementarskola för flickor 1863 och har sedan bytt såväl namn som inriktning och verksamhetsbyggnader genom åren. Den var kommunal gymnasieskola i olika former åren 1931–2016. Skolan är numera belägen i stadsdelen Rosta vid Svartån i västra Örebro.
I stadens gymnasietradition intog Risbergska gymnasiet tredje platsen efter Karolinska gymnasiet ("Karro") och Rudbecksgymnasiet ("Teknis").
Efter gymnasieskolans stängning 2016 renoverades byggnaderna och återinvigdes 9 november 2017 som Komvux under nuvarande namnet Campus Risbergska. I juni 2018 utvidgades verksamheten till ett samlat lärcentrum för Komvux, SFI och vissa samlade universitetstjänster.
Den 4 februari 2025 sköts tio personer till döds på Risbergska skolan.

## Namnet

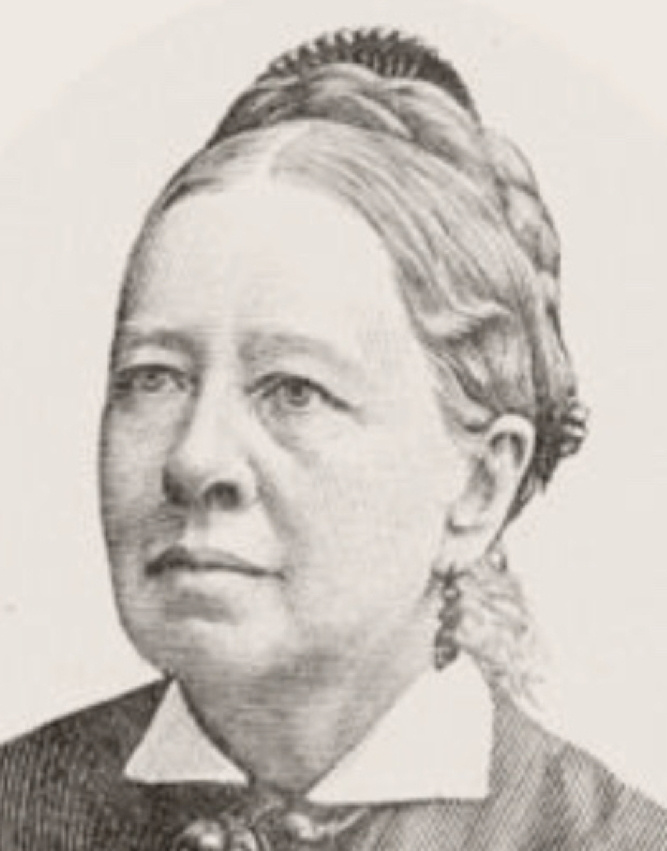
Emilie Risberg

Namnet Risbergska har anor från 1800-talet, men gymnasieundervisningen inleddes 1924 och gymnasiet var fram till 1962 ett läroverk enbart för flickor. Namnet Risbergska gymnasiet fick gymnasiet 1966 då det låg vid Oskarsparken i innerstaden. 1971 flyttades gymnasiet till Campusets nuvarande lokaler. 
Risbergska gymnasiet är uppkallad efter Emilie Risberg (1815–1890) som 1863 grundade skolan, med namnet "Örebro elementarskola för flickor".

## Historik

### Från flickskola till kommunalt gymnasium
| År        | Flick/grundskola                                                     | Gymnasium                                           |
| --------- | -------------------------------------------------------------------- | --------------------------------------------------- |
| 1863–1904 | Örebro Elementarskola för flickor, privat regi, Videstrandska gården |                                                     |
| 1904–1924 | Oskarsparken                                                         |                                                     |
| 1924–1931 | Oskarsparken                                                         | Undervisning utan examensrätt, privat regi          |
| 1931–193x | Oskarsparken                                                         | Högre allmänna läroverket för flickor, statlig regi |
| 193x–1960 | Kommunala flickskolan                                                | Högre allmänna läroverket för flickor, statlig regi |
| 1960–1962 | Kommunala flickskolan                                                | Nikolai högre allmänna läroverk, även för pojkar    |
| 1962–1966 | 9-årig grundskola                                                    | Nikolai högre allmänna läroverk, även för pojkar    |
| 1966–1971 |                                                                      | Risbergska skolan                                   |
| 1971–2016 | Nya lokaler i Rosta                                                  |                                                     |
| 2017–     |                                                                      | Campus Risbergska Komvux, SFI, lärcenter            |

Risbergska gymnasiet grundades 1863 som en privat flickskola. Den utökades 1924 med gymnasieundervisning, som 1931 övergick i offentlig regi under namnet högre allmänna läroverket för flickor ("flickläroverket"). Namnet ändrades 1960 till Nikolai högre allmänna läroverk och 1966 till Risbergska skolan. Flickskolan kommunaliserades under 1930-talet och hette sedan "kommunala flickskolan".
Skolan hade 50 elever och 12 lärare. Hon var gymnasiets första rektor fram till 1878. Skolan var från 1868 inrymd i Videstrandska gården i hörnet av Olaigatan och Faktorigatan, men flyttade 1904 till en fastighet vid Oskarsparken, ritad av stadsarkitekten Magnus Dahlander. Den privata flickskolan fick hösten 1925 en granne vid Oskarsparken, då den kommunala folkskolan Engelbrektsskolan invigdes, ritad av arkitekten Axel Brunskog.

På 1920-talet väcktes frågan att även flickor borde ges möjlighet till gymnasieutbildning i Örebro. Karolinska gymnasiet hade 800 elever, alla pojkar, och det var inte aktuellt att utöka antalet eller ge flickor tillträde. Frustrerade över att stadsfullmäktige inte gjorde något åt saken, tog styrelsen för den privata Risbergska skolan initiativet att från höstterminen 1924 börja undervisa flickor efter sjätte klassen, vilket motsvarade första ring vid gymnasiernas latinlinje (utan grekiska). Skolan saknade dimissionsrätt, alltså rätt att ge studentexamen, så flickorna fick avlägga examensprov vid Karolinska gymnasiet.

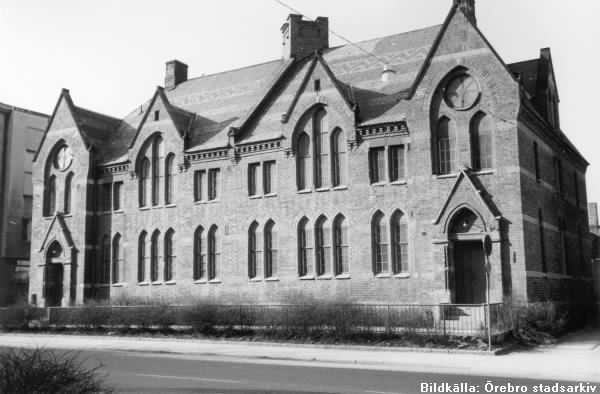
Nikolaiskolan vid Trädgårdsgatan fungerade under en tid som annex till läroverket.

Risbergska gymnasiet var trångbodd och ansökte 1925 hos stadsfullmäktige att bekosta en utbyggnad av lokalerna för det provisoriska gymnasiet eller att äntligen starta ett separat flickläroverk. En kommunal utredning tillsattes, som blev färdig i maj 1928. Stadsfullmäktige ansökte hos regeringen om att ett flickläroverk skulle grundas i Örebro. Riksdagen beslutade så på våren 1930 och regeringen 23 januari 1931. Undervisningen vid det statligt och kommunalt bekostade "högre allmänna läroverket för flickor" kom igång hösten 1931. Rektor blev Nils Bergsten. Flickläroverket bestod av en 4-årig realskola och 4-årigt latingymnasium. Lokalerna var dock desamma som tidigare, delade med Risbergska gymnasiet.

### Kommunaliseringen
Under 1930-talet kommunaliserades även den privata Risbergska skolan och fortsatte under namnet "Kommunala flickskolan". Det fanns 48 kommunala flickskolor i Sverige 1955, i enlighet med en stadga av 24 september 1928. Rektor från 1954 var Anna Lindeberg (född 1916).
1936 konstaterade stadens drätselkammare att skolan fortfarande var lika trångbodd som 1927. Stadsarkitekt Georg Arn fick i uppdrag att rita en ny skolbyggnad, som invigdes 27 oktober 1938. I olika etapper 1955–1960 tillkom paviljonger med fler klassrum och dessutom hyrdes extra lokaler av Tekniska gymnasiet (nuvarande Rudbecksgymnasiet). Hösten 1956 öppnades en ny skolmatsal på adress Oskarsparken 2, gemensam för flickläroverket och Engelbrektsskolan.
Från hösten 1939 tillkom 3-årigt realgymnasium och 1954 upprättades allmänna gymnasielinjen. Från hösten 1960 togs även pojkar in och skolan fick namnet Nikolai högre allmänna läroverk. Den hade då 900 elever, varav 400 i gymnasiet.

### Nedläggningen
År 1966 fick gymnasiet återigen namnet Risbergska skolan. Den flyttade till de nybyggda lokalerna i utkanten av Örebro 1971, uppförda i gult tegel med koppardetaljer, på mark som tillhört Rosta gård, lokalerna som numera hyser Campus Risbergska. I lokalerna fanns även Riksgymnasiet för döva och hörselskadade samt utbildning för elever med autism. Ventilationssystemet var dock underdimensionerat vilket ledde till dålig luft och mögel. Det blev under hösten 2007 utbytt mot ett modernare system. År 2015 presenterade Örebro kommun ett förslag som gick ut på att skolan skulle läggas ned. Det på grund av att gymnasiet från hösten 2015 hade cirka 350 elever i lokaler som kan inrymma cirka 1 400 elever. Efter vårterminen 2016 stängdes skolan efter mycket protester och kaos och från höstterminen 2016 övertogs skolans verksamhet av andra skolor. Skolans nedläggning uppmärksammades den 17 maj 2016 med en 45 meter lång tårta vid skolans lokaler. Varje meter av tårtan symboliserade ett av skolans 45 år i Rosta.

## Campus Risbergska
Hösten 2017 invigdes Campus Risbergska i lokalerna, med utvidgat lärcenter från sommaren 2018.

## Skjutningen 2025
Den 4 februari 2025 skedde en skottlossning på Risbergska skolan (Campus Risbergska). Tio personer dödades och flera personer skadades vid attentatet.

## Utbildning
Studentexamen gavs åren 1935–1968 och realexamen åren 1935–1965. Gymnasiet hade åren 2009–2010 1400 elever inom programmen för naturvetenskap, samhällsvetenskap, beteendevetenskap, omvårdnad, barn och fritid och estetik samt var riksgymnasium för döva och hörselskadade.

## Traditioner och studentliv
En av Risbergskas högtider var "Krampen", en skolkamp som hölls i början av juni, där Risbergska tävlade mot "Karro". Det fanns elevföreningar på båda skolorna som arrangerade tävlingen, och som tillverkade skoltröjor, hittade på finurliga låtar osv.
Eleverna på Risbergska kallades i lokal jargong "grisar". Ett öknamn skapad av eleverna på Karolinska Läroverket som eleverna på Risbergska gjorde till sitt eget. 

## Rektorer
Rektorer för flickskolan/grundskolan
- 1927–1954 - Martha Grönvall

Rektorer för gymnasiet
- 1931–1945 - Nils Otto Bergsten
- 1946–1959 - Gerda Rydell
- 1959–1962 - Carl Olof Bergström
- 1962– - Sven Mogård (född 1920)

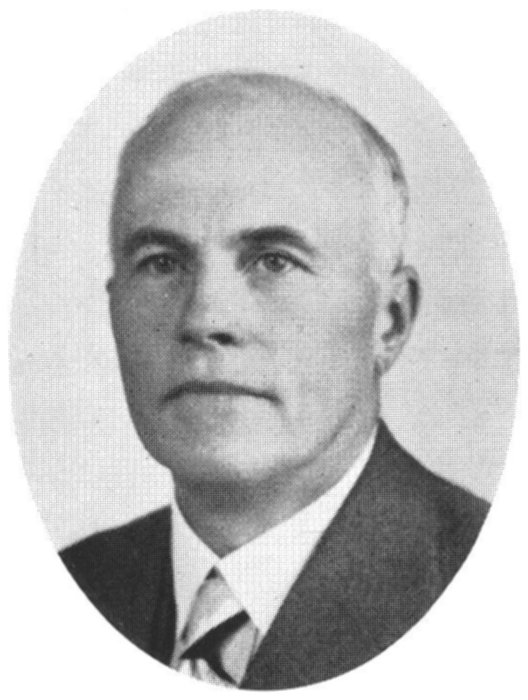
Nils Bergsten, (1939).
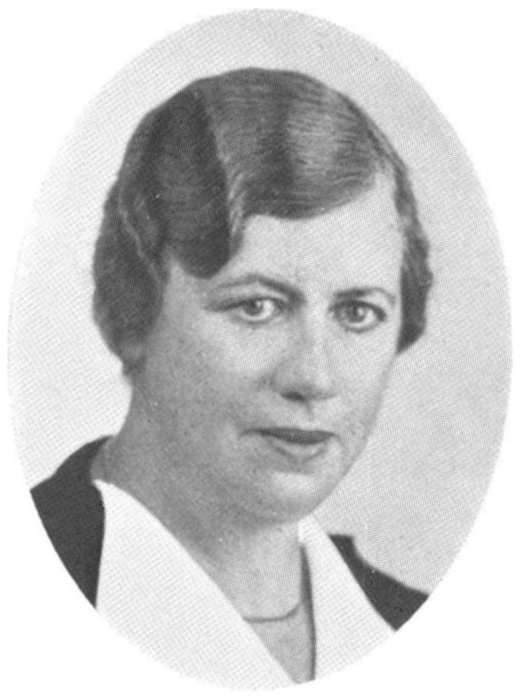
Martha Grönvall (1939).

## Kända elever
- Abgar Barsom, allsvensk fotbollsspelare i Syrianska FC.
- Henry Chu, TV-programledare.
- Kata Dalström, politiker.
- Jasmine Kara, sångerska, författare.
- Kristofer Lundström, TV- och radioprogramledare, journalist.
- Pernilla Månsson Colt, TV-programledare.
- Gladys del Pilar, sångerska.
- Nikola Sarcevic, musiker.
- Martin Stenmarck, sångare.
- Johan Pehrson, politiker.[21]

### Webbkällor
- Skolans historia, Risbergska skolans webbplats